# Escape to the Stars
Escape to the Stars è un singolo dalla band tedesca Cinema Bizarre, pubblicato il 7 dicembre 2007 come secondo estratto dal primo album in studio Final Attraction.

## Descrizione
Sesta traccia dell'album Final Attraction, la canzone usa l'arrangiamento di Everything Counts dei Depeche Mode.

## Video musicale
Il videoclip di Escape to the Stars, diretto dal regista tedesco Marcus Sternberg, è stato girato all'International Congress Centrum di Berlino, in Germania, in una giornata. Fortemente influenzato dalla fantascienza, si ispira direttamente al film Blade Runner, come ha dichiarato Strify in un'intervista alla televisione tedesca. Enormi parti del video sono state animate in 3d e girate davanti allo schermo verde. Il video è ambientato in una città futuristica con molte torri e la band suona davanti a un muro metallico su un ponte.

## Tracce
CD maxi single
1. Escape to the Stars (Radio Version) – 3:39
2. The Other People (Bonus track) – 3:35
3. Escape to the Stars (Rough Edge Mix) – 4:13
4. Escape to the Stars (Extended Version) – 4:43
5. Lovesongs (They Kill Me) (IAMX Remix) – 4:53

Edizione da due tracce
1. Escape to the Stars (Radio Version) – 3:39
2. Lovesongs (They Kill Me) (IAMX Remix) – 4:53

## Formazione
- Strify – voce
- Yu – chitarra
- Kiro – basso
- Luminor – tastiere e voce d'accompagnamento
- Shin – batteria

## Classifiche
| Classifica (2007-08) | Posizione massima |
| -------------------- | ----------------- |
| Austria              | 61                |
| Germania             | 36                |